# Camino de Santiago Francés en Navarra
El Camino de Santiago Francés en Navarra, también llamado Camino navarro o ruta Jacobea franco-navarra, es una de las rutas que forman parte del Camino de Santiago en España. La tomaban los peregrinos que procedentes del norte de Francia y del centro de Europa. El Camino navarro comienza en la estela de Gibraltar (Xibaltarreko hilarria en euskera) en Uhart-Mixe, y donde finalizan los caminos de Tours, Vézalay y Le Puy. Atravesaban los Pirineos por el Puerto de Roncesvalles hasta la Puente la Reina de Navarra, uniéndose en esa localidad con los peregrinos que habían atravesado los Pirineos por Somport, en Aragón procedentes de Europa por la Vía Tolosana y continuaban por la ruta aragonesa.
A partir de Puente la Reina, nace el conocido como Camino de Santiago Francés que continúa hasta Santiago de Compostela.

## Historia
El Guide du Pèlerin del siglo XII sigue siendo la referencia principal para las rutas jacobitas. Su primer capítulo describe brevemente los itinerarios hacia Ostabat y Puente la Reina, indicando que tres caminos se "reúnen en Ostabat" y "se conectan en Puente la Reina" con el camino del Somport. Sin embargo, la preposición latina "ad" implica proximidad o dirección más que una unión exacta, como señalan los diccionarios clásicos. (ad Hostavallam coadunanturet ad Pontem Regine sociantur)
En la región del Mont Saint-Sauveur de Saint-Palais, se han identificado varios caminos históricos, incluyendo el Arzen bidia y el Jakobe bidea, que conectaban con importantes rutas jacobitas. Estos caminos convergían en el cruce de Saint-Sauveur y se dirigían hacia Ostabat, siguiendo el trazado descrito en el Guide du Pèlerin y otras fuentes históricas. Sin embargo, muchas secciones han desaparecido debido al desarrollo agrícola y el desbroce.
El establecimiento de Saint-Palais en el siglo XIII desplazó la importancia del área, destacando como un punto clave para los caminos de Santiago en Navarra. Documentos históricos, como el sauf-conduit de Guillaume de Arlés en 1361, muestran que los peregrinos y sus acompañantes estaban exentos de peaje en ciertos tramos, aunque los derechos de peaje podían ser elevados, como lo documenta Arnold Von Harff en el siglo XV, quien encontró que los peajes en Saint-Palais y Saint-Jean-Pied-de-Port eran bastante altos.
El monumento al peregrino, erigido en 1965 en la intersección de las rutas de Pampeluna y Campanas, refleja la red moderna pero no puede juzgar las estructuras previas ni garantizar el estado del pasado. En 1780, el arquitecto Don Santos Angel de Ochandategui propuso una renovación del camino de Logroño, que incluía Pampeluna, Puente la Reina, Estella y Logroño. Este nuevo trazado y la nueva conexión se implementaron probablemente a finales del siglo XVIII, en la zona baja de Obanos. La falta de planos catastrales antiguos complica la reconstrucción histórica, requiriendo la investigación en el terreno y el uso de toponimia, leyendas, lugares de culto, documentos notariales y vistas aéreas.
El camino Frankua bidea, que cruzaba la sierra del Perdón, conectaba Pampeluna con Puente la Reina. La fuente del reniego, al pie de la última ascensión, recuerda la leyenda de un peregrino tentado por el diablo, quien es asistido por Santiago en su sed. Este camino se denominaba también Frankua, un equivalente del camino francés. El camino francés se menciona en un testamento de 1284, y el camino de Gares o Puente-la-Reina se confirma en varios documentos históricos.
En cuanto a la casa Rebole en Obanos, los archivos privados muestran que durante más de un siglo y medio, desde 1700 hasta 1847, el camino real de Muruzábal a Puente la Reina ha sido una referencia constante en documentos de la familia. Estos registros incluyen detalles sobre el camino real y la calle pública utilizada por los viajeros, con menciones específicas del camino real en los inventarios de la casa.
Obanos, conocido como un "hito glorioso del camino", es célebre no solo por su asociación con las reuniones de los Infanzones de Navarra y el misterio de San Guillem, sino también por ser el punto de encuentro de dos importantes rutas de peregrinaje. La elección de Obanos como lugar de reunión de los Infanzones de Navarra se debe en parte a la convergencia de estos caminos. La leyenda cuenta que Guillermo, duque de Aquitania, después de asesinar a su hermana Félicie y ser condenado por Roma a repetir el peregrinaje a Santiago, se detuvo en Obanos antes de retirarse al eremitorio de la montaña de Arnotegui, donde pasó sus últimos días. Cerca del eremitorio de San Salvador, el camino de Roncesvalles termina en el "calvario" de Obanos, una simple cruz de hierro sobre un pedestal de piedra con tres cruces de la crucifixión. Aquí se une al camino que proviene de la capilla de Euñate y Enenz, formando el camino conocido como de Puente la Reina, que atraviesa viñedos y llega al territorio de Puente la Reina y al monumento del peregrino.

#### Por Navarra desde la estela de Gibraltar
| Localidad o municipio  | Provincia    | A Santiago (km) | Altitud (m) | Web |
| ---------------------- | ------------ | --------------- | ----------- | --- |
| Estela de Gibraltar    | Baja Navarra | 799             | 150         | |
| Ostabat                | Baja Navarra | 792             | 160         | |
| San Juan Pie de Puerto | Baja Navarra | 769             | 170         | |
| Collado Lepoeder       | Navarra      | 762             | 1430        | http://luzaide-valcarlos.net/es/inicio/                                                                   |
| Puerto de Ibañeta      | Navarra      | 759             | 1057        | http://roncesvalles.es/                                                                                   |
| Roncesvalles           | Navarra      | 755             | 950         | http://roncesvalles.es/                                                                                   |
| Burguete               | Navarra      | 752             | 885         | http://www.burguete.es/                                                                                   |
| Espinal (Navarra)      | Navarra      | 749             | 870         | http://www.erro.es/lugar-y-gentes/concejos/aurizberri-espinal                                             |
| Puerto de Mezquíriz    | Navarra      | 748             | 925         | http://www.erro.es/lugar-y-gentes/concejos/mezkiritz                                                      |
| Viscarret-Guerendiáin  | Navarra      | 744             | 780         | http://www.erro.es/lugar-y-gentes/concejos/bizkarreta-gerendiain                                          |
| Linzoáin               | Navarra      | 742             | 740         | http://www.erro.es/lugar-y-gentes/concejos/lintzoain                                                      |
| Puerto de Erro         | Navarra      | 739             | 801         | http://www.erro.es/lugar-y-gentes/concejos/erro                                                           |
| Zubiri                 | Navarra      | 733             | 530         | http://esteribar.org/es/                                                                                  |
| Larrasoaña             | Navarra      | 728             | 500         | http://esteribar.org/es/                                                                                  |
| Aquerreta              | Navarra      | 727             | 541         | http://esteribar.org/es/                                                                                  |
| Zuriáin                | Navarra      | 724             | 520         | http://esteribar.org/es/                                                                                  |
| Iroz                   | Navarra      | 722             | 505         | http://esteribar.org/es/                                                                                  |
| Zabaldica              | Navarra      | 720             | 500         | http://esteribar.org/es/                                                                                  |
| Villava                | Navarra      | 715             | 430         | https://web.archive.org/web/20161223070626/http://www.villava.es/es/inicio                                |
| Burlada                | Navarra      | 715             | 423         | https://web.archive.org/web/20170103193454/http://www.burlada.es/inicio/                                  |
| Pamplona               | Navarra      | 712             | 446         | http://www.pamplona.es/                                                                                   |
| Cizur Menor            | Navarra      | 707             | 425         | http://www.cendeadecizur.es/                                                                              |
| Zariquiegui            | Navarra      | 701             | 610         | http://www.cendeadecizur.es/                                                                              |
| Puerto del Perdón      | Navarra      | 699             | 765         | http://www.cendeadecizur.es/                                                                              |
| Uterga                 | Navarra      | 695             | 480         | http://www.mancomunidad-valdizarbe.es/uterga.htm Archivado el 5 de octubre de 2017 en Wayback Machine.    |
| Muruzábal              | Navarra      | 692             | 440         | http://www.mancomunidad-valdizarbe.es/muruzabal.htm Archivado el 5 de octubre de 2017 en Wayback Machine. |
| Obanos                 | Navarra      | 691             | 400         | http://www.obanos.es/                                                                                     |
| Puente la Reina        | Navarra      | 688             | 345         | http://www.puentelareina-gares.es/inicio/                                                                 |

En Puente la Reina confluyen las rutas jacobeas franco-navarra y franco-aragonesa, procedentes, respectivamente, de Roncesvalles y Somport. Los historiadores sostienen que es en la villa de Puente la Reina donde efectivamente las dos rutas principales, que no únicas, unen su trazado dando origen al Camino de Santiago Francés que llega hasta Santiago de Compostela.

## Saber más
Este artículo es una ampliación de los Caminos de Santiago en España.